# Kecamatan Sumbawa
Kecamatan Sumbawa är ett distrikt i Indonesien.   Det ligger i kabupatenet Kabupaten Sumbawa och provinsen Nusa Tenggara Barat, i den sydvästra delen av landet, 1 200 km öster om huvudstaden Jakarta.
Följande samhällen finns i Kecamatan Sumbawa:
- Sumbawa Besar